# ICC World Twenty20 2012
 (novembre 2012).
Navigation
Édition précédente Édition suivante
L'ICC World Twenty20 de 2012 est la quatrième édition du championnat du monde de cricket au format Twenty20. Elle s'est déroulée au Sri Lanka du 18 septembre au 7 octobre 2012.